# Pleciobates
Pleciobates is een geslacht van wantsen uit de familie van de Gerridae (schaatsenrijders). Het geslacht werd voor het eerst wetenschappelijk beschreven door Teiso Esaki in 1930.

## Soorten
Het genus bevat de volgende soorten:

- Pleciobates bengalensis Jehamalar, Basu & Zettel, 2014
- Pleciobates expositus Jehamalar, Chandra & Zettel, 2014
- Pleciobates indicus (Thirumalai, 1986)
- Pleciobates nostras (Thirumalai, 1986)
- Pleciobates pacholatkoi Zettel & Chen, 1996
- Pleciobates tuberculatus Esaki, 1930
- Pleciobates vietnamensis Zettel & Chen, 1996